# Repubblica Popolare di Doneck
La Repubblica Popolare di Doneck (o RPD; in russo Донецкая Народная Республика, ДНР?, Doneckaja Narodnaja Respublika, DNR; in ucraino Донецька Народна Республіка?, Donec'ka Narodna Respublika) è de facto una repubblica federata della Russia.
Il suo territorio corrisponde ad una parte dell'Oblast' di Donec'k, mentre il resto è controllato dall'amministrazione civile Ucraina che ne difende e ne rivendica la completa sovranità.
La Repubblica si è proclamata indipendente dall'Ucraina il 7 aprile 2014, la cui formale dichiarazione è avvenuta il 12 maggio 2014, dopo aver svolto un referendum non riconosciuto dai dettami costituzionali ucraini, mentre la Russia ha riconosciuto la Repubblica Popolare di Doneck solo il 21 febbraio 2022.
Il 30 settembre 2022 il governo dell'autoproclamata Repubblica, in accordo con il governo russo, ha organizzato un referendum nei territori che rivendicava come propri, chiedendo alla popolazione se acconsentiva che l'autoproclamata Repubblica Popolare di Doneck si confederasse con la russia; a seguito dell'esito positivo di tale referendum, il 4 ottobre 2022 la Repubblica Popolare è divenuta, secondo la legge di ambo i paesi, un soggetto della Federazione Russa.
La maggior parte della comunità internazionale non la riconosce in quanto tale e considera il territorio come de iure tuttora formalmente parte dell'Ucraina, posizione che assume anche la stessa Ucraina.

## Storia

### Secessione
A partire dal marzo 2014, iniziarono nell'est dell'Ucraina azioni di protesta contro il nuovo governo insediatosi a Kiev a seguito degli eventi dell'Euromaidan. I manifestanti non ne riconoscevano la legittimità. Prima della proclamazione della Repubblica Popolare, il 1º marzo i manifestanti avevano proclamato governatore del popolo Pavel Gubarev.
Il 6 aprile i palazzi dei Consigli regionali delle Oblast' di Donec'k, Luhans'k e Charkiv furono occupati dagli indipendentisti. L'indomani fu proclamata la nascita della Repubblica Popolare di Doneck e successivamente vennero formati un Consiglio del Popolo e un governo temporaneo presieduto da Denis Pušilin.
Tuttavia, nell'aprile 2014, secondo un sondaggio condotto su un campione di almeno 400 persone dall'Istituto Internazionale di Sociologia di Kiev, solo il 18% circa (oltre ad un 8,4 che non si espresse né a favore né contro) della popolazione dell'oblast di Doneck supportava l'occupazione di edifici pubblici da parte dei separatisti e solo il 27,5% (oltre ad un 17,3 che non si espresse né a favore né contro) era a favore della secessione dall'Ucraina per unirsi alla Russia.
Il 12 aprile la Repubblica Popolare di Doneck estese il proprio controllo a Slov"jans'k, Mariupol', Jenakijeve, Kramators'k e altri centri minori, mentre si intensificarono gli scontri armati tra l'esercito ucraino e la Milizia Popolare del Donbass.
In risposta al separatismo, a Donec'k ci furono manifestazioni a favore dell'unità dell'Ucraina. Il 28 aprile 2014 un corteo venne attaccato dai separatisti, causando vari feriti.
Il partito ucraino Settore Destro il 23 aprile 2014 annunciò la formazione di 800 guerriglieri per intervenire contro la Repubblica Popolare di Doneck.
La guerra tra Ucraina e Russia ha determinato prese di posizione da parte di diversi Stati e organismi internazionali, ha coinvolto direttamente sia separatisti filorussi sia paramilitari ucraini. Alcuni analisti hanno evidenziato che, malgrado le milizie di Doneck si definiscano generalmente come antifasciste, paragonando il conflitto a quello sul Fronte orientale fra l'Armata Rossa e la Wehrmacht, ed abbiano perciò ricevuto supporto internazionale anche da associazioni e forze politiche di sinistra, la leadership di alcuni gruppi secessionisti è politicamente vicina al filosofo neofascista russo Aleksandr Dugin, sicché i militanti di estrema destra e in alcuni casi anche neonazisti sono coinvolti in entrambe le parti in conflitto.
L'11 maggio si tennero i referendum per l'indipendenza della Repubblica Popolare di Doneck e della Repubblica Popolare di Lugansk, che venne proclamata il giorno successivo. Le due Repubbliche il 24 maggio sottoscrissero un accordo di unione nell'ambito della Federazione della Nuova Russia, progetto che sarebbe stato accantonato un anno dopo.
Il 16 maggio venne formato il primo Governo effettivo, guidato da Aleksandr Borodaj, sostituito dal 7 agosto da Aleksandr Zacharčenko, che in occasione delle elezioni generali del 2 novembre 2014 divenne Capo dello Stato. Lo stesso giorno venne eletto il Consiglio del Popolo. Zacharčenko fu ucciso a Donec'k il 31 agosto 2018 in un attentato compiuto per mezzo di un'autobomba.
Il 17 luglio 2014 le forze secessioniste abbatterono un aereo della Malaysia Airlines, in volo dai Paesi Bassi verso la Malaysia, provocando la morte di tutti i 283 passeggeri e i 15 membri dell'equipaggio.
Nel corso dell'estate i soldati ucraini ripresero il controllo di Slavjansk, Mariupol' e Kramatorsk, mentre la Repubblica Popolare di Doneck consolidò la propria posizione nella capitale e conquistò lo sbocco al mare prendendo il controllo di Novoazovs'k e di molti centri dei distretti Distretto di Novoazovs'k, Distretto di Starobeševe e Distretto di Amvrosiïvka.
Con il protocollo di Minsk del 5 settembre 2014 e il successivo Minsk II del 12 febbraio 2015 furono previsti dei cessate il fuoco che, pur frequentemente violati, ridussero l'intensità del conflitto, successivamente entrato in una fase di stallo. Il 21 febbraio 2022 la Federazione Russa ne riconosce ufficialmente l'indipendenza. Il 24 febbraio ha inizio l'invasione su larga scala dell'Ucraina da parte delle Forze armate russe nonché di quelle della Repubblica Popolare di Doneck e Lugansk.
Successivamente, il territorio della sedicente Repubblica è stato ingrandito, manu militari, nel corso dell'invasione, arrivando a includere, dopo una cruenta battaglia, anche la città litoranea di Mariupol'.
In seguito, la DNR verrà riconosciuta anche dalla Siria, dalla Corea del Nord, oltre che da tre Stati a riconoscimento limitato: Repubblica Popolare di Lugansk, Ossezia del Sud, e Abcasia. Il riconoscimento fu annunciato anche da parte di Cuba ma non fu mai formalizzato. In Italia ebbe due centri di rappresentanza a Torino e Verona.

### Annessione alla Russia
Dopo sette mesi dall'invasione russa dell'Ucraina del 2022, dal 23 al 27 settembre 2022, quattro referendum sono stati organizzati dalle autorità russe nella DNR nonché nella Repubblica Popolare di Lugansk e nelle aree degli oblast' di Zaporižžja e Cherson per ratificare l'ingresso di queste quattro regioni nella Federazione russa, nonostante la validità del referendum non sia stata riconosciuta da pressoché nessun membro della comunità internazionale (se si esclude la Corea del Nord) e lo stesso referendum sia stato definito illegale dalle Nazioni Unite. Il 30 settembre l'esito viene annunciato come positivo, e lo stesso giorno al Cremlino Vladimir Putin ha firmato i trattati di annessione delle regioni ucraine di Donetsk, Lugansk, Kherson e Zaporizhzhia alla Federazione Russa, presenti i leader separatisti di questi territori, che a loro volta hanno firmato questi documenti (atto considerato valido solo da una parte minoritaria della comunità internazionale).

## Geografia antropica

### Suddivisioni amministrative
La Repubblica Popolare di Doneck è suddivisa amministrativamente al 2022 in città di livello repubblicano e rajon.
| Città/rajon                                     | Abitanti  |
| ----------------------------------------------- | --------- |
| Donec'k (Doneck)                                | 957 136   |
| Horlivka (Gorlovka)                             | 268 527   |
| Debal'ceve (Debal'cevo)                         | 26 604    |
| Dokučajevs'k (Dokučaevsk)                       | 23 937    |
| Jenakijeve (Enakievo)                           | 124 267   |
| Ždanivka (Ždanovka)                             | 12 565    |
| Chrestivka (Kirovskoe)                          | 27 847    |
| Makiïvka (Makeevka)                             | 382 448   |
| Snižne (Snežnoe)                                | 69 134    |
| Čystjakove (Torez)                              | 78 642    |
| Charcyz'k (Charcyzsk)                           | 101 369   |
| Šachtars'k (Šachtërsk)                          | 60 213    |
| Jasynuvata (Jasinovataja)                       | 44 020    |
| Distretto di Amvrosiïvka (Amvrosievskij rajon)  | 44 165    |
| Distretto di Novoazovs'k (Novoazovskij rajon)   | 28 164    |
| Distretto di Starobeševe (Starobeševskij rajon) | 49 432    |
| Distretto di Tel'manove (Tel'manovskij rajon)   | 14 581    |
| Distretto di Šachtars'k (Šachtërskij rajon)     | 19 758    |
| Totale                                          | 2 332 556 |

## Politica

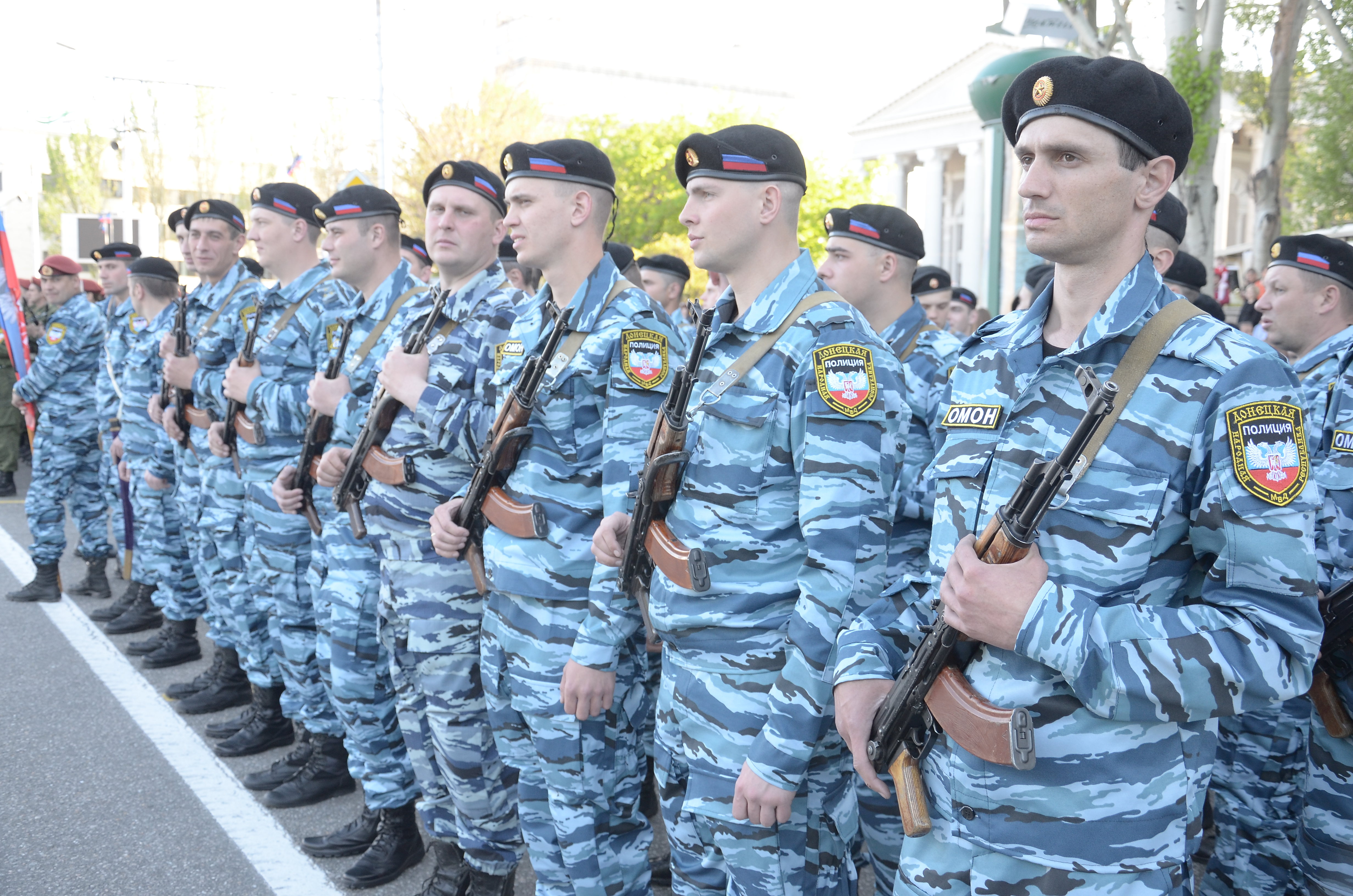
Polizia della Repubblica Popolare di Doneck durante la parata per la Giornata della vittoria, 2015

La Repubblica Popolare di Doneck, in qualità di repubblica della Russia, è oggi uno Stato federato di tipo semipresidenziale: secondo la costituzione, il presidente (Capo della Repubblica Popolare di Doneck) è il capo dello Stato e di un sistema multipartitico dove il potere esecutivo viene esercitato dal governo, che può essere guidato dal presidente stesso o da un primo ministro da questi nominato con l'approvazione dal parlamento (Consiglio del Popolo), che detiene il potere legislativo.

### Consiglio del Popolo
Il Consiglio del Popolo della Repubblica Popolare di Doneck (in russo Народный Совет Донецкой Народной Республики?) è il parlamento unicamerale della Repubblica Popolare di Doneck.
L'attuale presidente è Vladimir Bidëvka.

### Capo della Repubblica
Il Capo della Repubblica Popolare di Doneck (in russo Глава Донецкой Народной Республики?, Glava Doneckoj Narodnoj Respubliki), equivalente a un governatore, è il più alto funzionario della Repubblica Popolare di Doneck; viene eletto ogni 5 anni dal Consiglio del Popolo, su proposta del Presidente della Federazione Russa (che, eccezionalmente, può anche nominare un incaricato ad interim).
L'attuale governatore è Denis Pušilin, in carica dal 4 ottobre 2022.

### Riconoscimento internazionale dell'annessione russa
- Corea del Nord[45]
- Siria[46]

### Diritti umani
Nell'aprile 2014 il politico Volodymyr Rybak (membro del Consiglio Cittadino di Horlivka, iscritto a Patria e pro-Maidan) e il diciannovenne Yuriy Popravko vennero rapiti, torturati e uccisi.
Il 23 luglio 2014 il sedicenne Stepan Chubenko, che portava sul suo zaino i colori della bandiera ucraina, venne torturato e ucciso da tre militanti filorussi.
Nell'agosto 2014 Iryna Dovgan venne rapita, picchiata e umiliata, per poi essere liberata dopo che alcune foto delle violenze subite, scattate da un giornalista del The Sunday Times, circolarono sulla stampa internazionale.
Il giornalista indipendente Stanislav Aseyev venne rapito il 2 giugno 2017. Inizialmente, il governo della DNR negò di sapere dove si trovasse, ma il 16 luglio, un agente del Ministero della Sicurezza dello Stato ha confermato che Aseev era sotto la sua custodia e che era sospettato di spionaggio, in quanto i media indipendenti non possono riferire dal territorio controllato dalla DNR. Amnesty International ha richiesto a Zacharčenko di rilasciare Stanislav Aseev, cosa che non è avvenuta.